# The Weekly Observer
The Weekly Observer ist eine ugandische Wochenzeitung. Sie erscheint seit dem 25. März 2004 in einer Auflage von rund 20.000 Exemplaren. Der Hauptsitz ist in Kampala. Sie wird von einer Gruppe unabhängiger Journalisten unter Leitung des Chefredakteurs Ogen Kevin Aliro herausgegeben.